# Lista de prefeitos de Poços de Caldas
Esta é uma lista dos prefeitos do município mineiro de Poços de Caldas.

## Prefeitos[3][4]
| Cor    | Significado                                                                           |
| Verde  | Mandatários titulares eleitos por votação direta                                      |
| Marrom | Mandatários que ascenderam à prefeitura, em caráter definitivo, pela linha sucessória |
| Azul   | Mandatários interinos                                                                 |
| Bege   | Mandatários nomeados                                                                  |

| Nº | Nome                                | Imagem                | Partido            | Início do mandato      | Fim do mandato                                                   | Observações                                        | Referências          |
| -- | ----------------------------------- | --------------------- | ------------------ | ---------------------- | ---------------------------------------------------------------- | -------------------------------------------------- | -------------------- |
| 1  | David Benedito Ottoni               |                       |                    | 1º de janeiro de 1905  | 17 de janeiro de 1905                                            | Prefeito em exercício                              | [ 5 ] [ 6 ] [ 7 ]    |
| 2  | Juscelino Barbosa                   |                       |                    | 17 de janeiro de 1905  | 1907                                                             | Prefeito indicado pelo presidente de Minas Gerais  | [ 8 ] [ 7 ]          |
| 3  | Eduardo Pio Westin                  |                       |                    | 1907                   | 1908                                                             |                                                    |                      |
| 4  | Felisberto d’Orta                   |                       |                    | 1908                   | 1909                                                             | Prefeito indicado pelo presidente de Minas Gerais  |                      |
| 5  | Luis Augusto Loyolla                |                       |                    | 1909                   | 1909                                                             |                                                    |                      |
| 6  | Francisco Escobar                   |                       |                    | 1909                   | 1918                                                             | Prefeito indicado pelo presidente de Minas Gerais  |                      |
| 7  | Sylvio de Oliveira                  |                       |                    | 1918                   | 1918                                                             |                                                    |                      |
| 8  | Polycarpo de Magalhães Viotti       |                       | PRM                | 1918                   | 1920                                                             | Prefeito indicado pelo presidente de Minas Gerais  | [ 9 ]                |
| 9  | Lourenço Baeta Neves                |                       |                    | 1920                   | 1922                                                             | Prefeito indicado pelo presidente de Minas Gerais  |                      |
| 10 | João Benedicto de Araújo            |                       |                    | 1922                   | 1925                                                             | Prefeito indicado pelo presidente de Minas Gerais  |                      |
| 11 | João Affonso Junqueira              |                       |                    | 1924                   | 1924                                                             |                                                    |                      |
| 12 | José de Paiva Azevedo               |                       |                    | 1925                   | 1927                                                             | Prefeito indicado pelo presidente de Minas Gerais  |                      |
| 13 | João Pinheiro da Silva Filho        |                       |                    | 1927                   | 1927                                                             | Prefeito indicado pelo presidente de Minas Gerais  |                      |
| 14 | Carlos Pinheiro Chagas              |                       | PRM                | 1927                   | 1929                                                             | Prefeito indicado pelo presidente de Minas Gerais  | [ 10 ]               |
| 15 | Ademaro Faria Lobato                |                       |                    | 1930                   | 1931                                                             |                                                    |                      |
| 16 | Francisco de Paula Assis Figueiredo |                       |                    | 1931                   | 1939                                                             | Prefeito indicado pelo interventor de Minas Gerais |                      |
| 17 | Joaquim Justino Ribeiro             |                       |                    | 1939                   | 1945                                                             | Prefeito indicado pelo interventor de Minas Gerais |                      |
| 18 | Resk Frayha                         |                       |                    | 1945                   | 1946                                                             | Prefeito indicado pelo interventor de Minas Gerais |                      |
| 19 | Nilo Gomes                          |                       |                    | 1946                   | 1947                                                             | Prefeito indicado pelo interventor de Minas Gerais |                      |
| 20 | Miguel de Carvalho Dias             |                       |                    | 1947                   | 1951                                                             | Primeiro prefeito eleito.                          |                      |
| 21 | Martinho de Freitas Mourão          |                       |                    | 1951                   | 1955                                                             |                                                    |                      |
| 22 | Agostinho Loyolla Junqueira         |                       |                    | 1955                   | 1959                                                             |                                                    |                      |
| 23 | David Benedito Ottoni Filho         |                       |                    | 1959                   | 1963                                                             |                                                    |                      |
| 24 | Agostinho Loyolla Junqueira         |                       |                    | 1963                   | 1967                                                             |                                                    |                      |
| 25 | Haroldo Genofre Junqueira           |                       |                    | 1967                   | 1971                                                             |                                                    |                      |
| 26 | Ronaldo Junqueira                   |                       |                    | 1971                   | 1976                                                             | Prefeito indicado pelo governador de Minas Gerais  |                      |
| 27 | Sebastião Pinheiro Chagas           |                       | ARENA              | 1976                   | 1978                                                             | Prefeito indicado pelo governador de Minas Gerais  |                      |
| 28 | Ronaldo Junqueira                   |                       |                    | 1978                   | 1983                                                             | Prefeito indicado pelo governador de Minas Gerais  |                      |
| 29 | José Aurélio Vilela                 |                       |                    | 1983                   | 1º de janeiro de 1986                                            | Prefeito indicado pelo governador de Minas Gerais  |                      |
| 30 | Adnei Pereira de Moraes             |                       | PMDB               | 1º de janeiro de 1986  | 1º de janeiro de 1989                                            |                                                    | [ 11 ]               |
| 31 | Sebastião Navarro Vieira Filho      |                       | PFL                | 1º de janeiro de 1989  | 31 de dezembro de 1992                                           |                                                    | [ 11 ] [ 12 ]        |
| 32 | Luiz Antônio Batista                |                       | PFL                | 1º de janeiro de 1993  | 31 de dezembro de 1996                                           |                                                    | [ 13 ] [ 12 ]        |
| 33 | Geraldo Thadeu Pedreira dos Santos  |                       | PSDB               | 1º de janeiro de 1997  | 31 de dezembro de 2000                                           |                                                    | [ 12 ]               |
| 34 | Paulo Tadeu Silva D’Arcadia         |                       | PT                 | 1º de janeiro de 2001  | 31 de dezembro de 2004                                           |                                                    | [ 12 ]               |
| 35 | Sebastião Navarro Vieira Filho      |                       | PFL (até 2007) DEM | 1º de janeiro de 2005  | 31 de dezembro de 2008                                           |                                                    | [ 14 ] [ 12 ]        |
| 36 | Paulo Cesar Silva                   |                       | PPS                | 1º de janeiro de 2009  | 31 de dezembro de 2012                                           |                                                    | [ 15 ] [ 16 ] [ 17 ] |
| 37 | Eloísio do Carmo Lourenço           |                       | PT                 | 1º de janeiro de 2013  | 31 de dezembro de 2016                                           |                                                    | [ 18 ] [ 19 ]        |
| 38 | Sérgio Antônio Carvalho de Azevedo  |                       | PSDB               | 1º de janeiro de 2017  | 31 de dezembro de 2020                                           |                                                    | [ 20 ] [ 21 ]        |
| 38 | Sérgio Antônio Carvalho de Azevedo  | 1º de janeiro de 2021 | PSDB               | 31 de dezembro de 2024 | Primeiro prefeito de Poços de Caldas a se reeleger para o cargo. | [ 22 ] [ 23 ] [ 24 ]                               |                      |
| 39 | Paulo Ney de Castro Júnior          |                       | PSDB               | 1º de janeiro de 2025  | Em exercício                                                     |                                                    | [ 25 ] [ 26 ]        |